# Isla de Pico
La isla de Pico (en portugués: Ilha do Pico) es una isla atlántica de Portugal del archipiélago de las Azores, muy próxima a la isla de Fayal, que con 444,8 km² es la segunda más grande del archipiélago después de la isla San Miguel. Es una isla alargada en la que destaca el volcán que le da nombre, volcán de Pico, que con 2351 metros es la cumbre más alta de la República Portuguesa.
En 2007 tenía una población de 15 761 hab., agrupados en tres localidades: Madalena, Sāo Roque do Pico y Lajes do Pico. El acceso a la isla se hace mediante avión —internacional o nacional— y en verano la mejor opción es el barco.
En la isla se elabora un conocido queso con denominación de origen, Queijo do Pico.
En 2004, 987 hectáreas de la parte noroccidental del litoral de la isla fueron declarados Patrimonio de la Humanidad por la UNESCO, con la denominación de Paisaje vitícola de la isla de Pico.

## Geografía

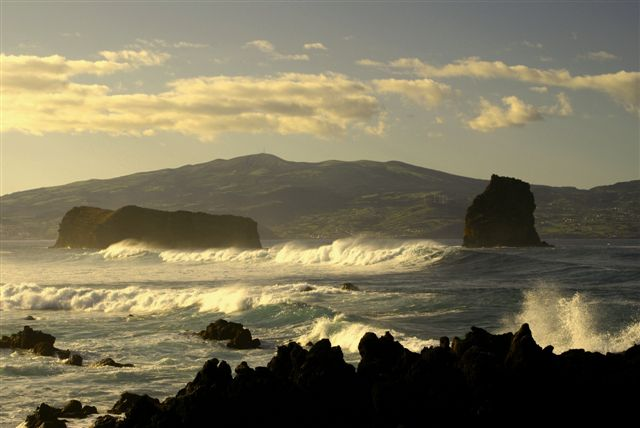
Islotes en la Bahía de Madalena, formados por un antiguo cráter.

La isla está situada a 17,5 km al sur de São Jorge y solo a 7 km al este de Fayal, en el grupo central de islas, una zona que se conoce coloquialmente como O Triângulo (El Triángulo). Pico tiene 46 kilómetros de largo, y en su mayor medida unos 16 kilómetros de ancho, aumentando en su centro hacia el oeste, en la cumbre del volcán de Pico, lo que la convierte en la segunda isla más grande de las Azores. A lo largo de la llanura central se extienden conos de volcanes. En la costa oriental el paisaje se enfrentó con los restos de cráteres y conos volcánicos, perfilando la silueta llana de esa zona.

## Actividad humana

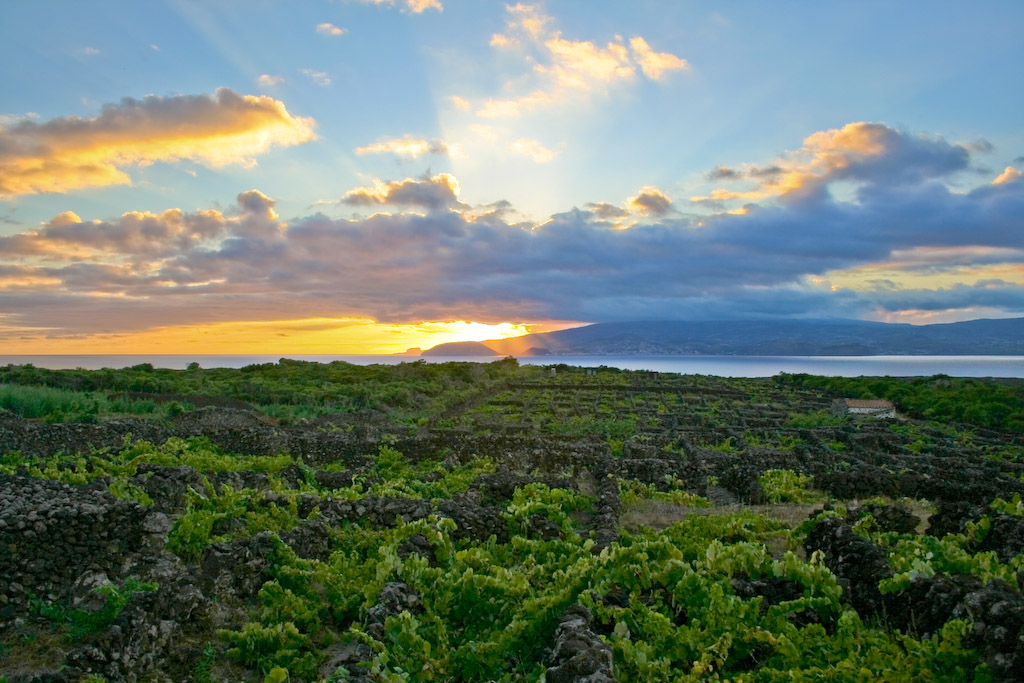
Paisaje de la Cultura Vitivinícola de la Isla del Pico.

Los principales asentamientos son la Madalena, São Roque do Pico y Lajes do Pico, la población total es de 15 761 hab. (2007).

### Economía
La isla apoyó una industria ballenera sustancial hasta 1980. La posición de la isla en la Dorsal mesoatlántica significa que el agua profunda está muy próxima a la costa. Las industrias activas son el turismo, la construcción naval y la producción de vino.
El Paisaje vitícola de la isla de Pico fue declarado Patrimonio de la Humanidad por la UNESCO en 2004. Cuenta con varios vinos notables, que se comercializan en Portugal y se exportan al extranjero.

### Turismo
En 2012 Pico ha recibido el Premio de Oro QualityCoast por sus esfuerzos para convertirse en un destino de turismo sostenible. Debido a este premio ha sido seleccionada para su inclusión en el atlas mundial de DestiNet turismo sostenible.